# 1720-е годы в театре
1720-е годы в театре

## Персоналии

### Родились
- в 1726 году во Флоренции — Тереза Вестрис, итальянская балерина.
- 29 апреля 1727 года в Париже — Жан-Жорж Нове́рр, французский танцор и хореограф, основоположник современного балета. День его рождения 29 апреля по решению ЮНЕСКО отмечается как международный день танца.
- 18 апреля 1729 года во Флоренции — Гаэтан Вестрис, итальянский хореограф и танцор.

### Скончались
- 6 августа 1721 года — Хунольд, Кристиан Фридрих (нем. Christian Friedrich Hunold), немецкий поэт и либреттист для опер.
- 4 мая 1722 года — Клод Гилло (фр. Claude Gillot) (р. 1673), французский художник, сценограф и автор костюмов для оперы и драматического театра.
- Легран, Марк Антуан[фр.] (1673—1728) — французский актёр и драматург.